# Atomization and Sprays
Atomization and Sprays is een internationaal, aan collegiale toetsing onderworpen wetenschappelijk tijdschrift op het gebied van de natuurkunde.
Het wordt uitgegeven door Taylor & Francis en verschijnt 4 keer per jaar.
Het eerste nummer verscheen in 1991.